# Zárnélküli pörgekarúak
A zárnélküli pörgekarúak osztálya (Inarticulata vagy Ecardines) az elfogadott álláspont szerint a Brachiopodák alaptípusai, minden későbbi forma elődei. Az összes pörgekarúnak mintegy 10%-a tartozik e csoportba. Már a kambrium elejétől ismertek, de gyenge héjuk kevésbé fosszilizálódik, ezért kevésbé elterjedtnek tűnhetnek, mint valójában voltak. A pörgekarúak két osztálya már bőven a kambrium kezdete előtt elvált egymástól, de prekambriumi korú pörgekarú lelet eddig nem ismert. Egyes rendszerezésekben az osztályt alkotó rendeket osztályként két subphylumba, a Linguliformea és Craniformea altörzsekbe csoportosítják.

## Jellemzőik
Az elkülönítés alapját képező legfőbb jellegezetességük, hogy a héj pereme sima, nincsen semmiféle zárszerkezetük. A héjak zárását és nyitását csak a két izomköteg végzi. Közös jellemzőjük még az U alakú bélcsatorna, amellyel a végbélnyílás a test elülső felére tolódik. A többi jellemzőjük nem egységes, de néhány kivétellel eltérőek az Articulaták tulajdonságaitól. Így például a nyél lehet hosszú és rövid is, sőt teljesen hiányozhat. Ez utóbbiak vagy szabadon mozgók, vagy közvetlenül a héj rögzül az aljzathoz. Egyes típusok képesek a nyéllel a lazább talajba ásni magukat, és a nyél körül a férgekhez hasonló csőszerű vázat is kiválasztanak. A héj anyaga szaru, kitin, kollagének és egyéb fehérjék, valamint apatit. A Cranida-féléknél az elsődleges réteg kalcitos.
A szaru- és kitinanyagú héj kissé rugalmasabb, mint a törékeny kalcitváz, ezért a zárnélküliek jobban bírják a hullámverési zónát, mint a zárospereműek. Sokkal több sekélytengeri alakjuk ismert, mint nyíltvízi.

## Evolúciójuk
A kambrium első felében még léteztek olyan alakok, amelyeknek nem volt nyéllyukuk, ehelyett a két teknő közti hézagon türemkedett ki a nyél. Ezek kivétel nélkül szaruteknőjűek. Ezek közé tartozik a Lingula nem is, és bár néha Lingulella néven elkülönítik a mai alaktól, széles körben elfogadott, hogy a Lingula – minden állatkört figyelembe véve – a létező legrégebbi perzisztens nem.
Ugyanebből az időből ismert az első apatitos teknőjű pörgekarú, az Obulus, amely egyenletesen kerek alakjáról kapta a nevét.
Következő lépésként a nyéllyuk a hasi teknőbe vándorolt, és a Crania már meszes vázú. A Crania a másik nagyon hosszú ideig létező nem, az ordovícium közepétől nagy formagazdagságban jelen van, átmeneti stagnálás után a krétában újabb fellendülést élt meg, de túlélve minden krízist, ma is létezik.

## Mai zárnélküliek
A zárnélküliek héja mintha valami szaruszerű anyagból állana, zára nincs, a széle tehát sima. Az idetartozó fajok főként és nagy egyedszámban a parti övet lakják, de csak a melegebb tájakon. Így a Lingula anatina Brug. és L. pyramidata Morse, az előbbi család jellemző képviselői, az Indiai-óceánban és Amerika partjain él, míg a Discina striata Schum., a második család tagja, Nyugat-Afrika partjain honos. Mintegy 500 millió éve léteznek, élő kövületek.
A Lingula héja vékony, majdnem hajlítható, zöldes színű. A két teknő majdnem egyforma, a belsejében nincsen váz a vastag, húsos, spirálisan felcsavarodott kar számára. Morse érdekes megfigyeléseket tett a Lingula pyramidata Stimps.-on. A nyele kilencszer olyan hosszú, mint a teste, nem tapad meg, hanem mozgékony, mint valami féreg, és mint némelyik féreg, szintén csövet tud készíteni homokból, amelybe vissza tud húzódni. A cső nyílása fölött keresztbe hajló sertéi azután mint valami rosta megakadályozzák, hogy a vízzel együtt homok is juthasson a kopoltyúkhoz. Morse azt hiszi, hogy legalábbis a Lingula pyramidata nem él tovább egy évnél. Több száz, júniusban és júliusban gyüjtött példány mind egyenlő nagyságú és egyformán frisshéjú volt, tehát nagyon természetes a következtetés, hogy koruk is egyforma. A nyáron gyüjtött példányok szeptember végén mind elpusztultak olyan jelenségek kíséretében, amilyenek kíséretében Williams vizsgálatai szerint bizonyos férgek (Nais, Arenicola) természetes halálukat érik el.
A Lingula geológiai előfordulásáról Suess ezt írja: „Ez a csoport, miként a Discináé is, már nem csekély fajszámban jelenik meg a legrégebbi kövületeket tartalmazó rétegekben. Attól az időtől kezdve a mai napig valamennyi formáción keresztül fenntartotta magát, anélkül, hogy bármelyik időszakban is valami feltűnőbb maximumot ért volna el elterjedtség dolgában.”
A Craniidae család tagjai valamennyi többi Brachiopodától eltérnek abban, hogy hasteknőjüknél fogva hozzánőttek idegen tárgyakhoz. Hátteknőjük fedő alakú s a két teknőt tulajdonképpen csak izmok tartják össze egymással. A karok megtámasztására a hasteknő közepéből kiálló egyszerű orr alakú mésznyúlvány szolgál. A négy élő faj közül a legelterjedtebb a mi északi tengereinkben élő Crania anomala Müll., amely majdnem mindig a Terebratulina caputserpentis társaságában fordul elő, ezt azonban nem követi sem Észak-Amerika északi tengereibe, sem pedig a Földközi-tengerbe.
A kagylógyüjtők és a múzeumi zoológusok előtt a Brachiopodák még nemrégiben is elsőrendű ritkaságoknak számítottak, és ennek megfelelően nagyon drágán fizették őket. Azon a véleményen voltak, hogy legalábbis a Terebratulák egészen különleges mélytengeri állatok, mert csak olyan mélységekből ismerték őket, amelyeket akkor az állati élet szélső határának tartottak. Azonban az újabb mélytengeri expedíciók másra tanítottak bennünket és megállapították, hogy bár a Terebratulák csak bizonyos területeken fordulnak elő, azonban az ilyeneken azután tekintélyes tömegben szoktak élni, éppen úgy, mint az ősvilági tengerek egyes pontjain is, így abban, amelyben a németek „Muschelkalk”-ja rakódott le. Másodszor pedig a Challenger kutatásai óta tudjuk, hogy éppen a Brachiopodák nem valami különösen jelentős részét alkotják a mélytengerek állatvilágának. Ez életmódjuk alapján könnyen megérthető. A pörgekarúak helyhez kötött állatok és általában véve sziklás fenékre van szükségük, amelyen mintegy lehorgonyozhatják magukat. Azonban a jelentősebb mélységekben ilyen fenék csak ritkán akad, mert ott a feneket rendesen lágy iszap vagy agyag borítja, tehát olyan anyag, amely a Brachiopodák megtelepedését lehetetlenné teszi.